# Give You My Heart
《Give You My Heart》是韩国歌手IU为tvN戲劇《愛的迫降》中演唱的OST， 於2020年2月15日由EDAM Entertainment 發行之數位單曲。 

## 背景
2020年2月1日，IU確定將參與演唱tvN戲劇《愛的迫降》OST，這也是IU繼2011年為劇集《最佳愛情》演唱OST《抓住我的手》之後，時隔9年再次演唱OST並發表音源。

## 表现
2月15日韓國時間晚上6點，《愛的迫降》OST《Give You My Heart》於各大音源網站上線，並快速於各大音源網站上獲得一位，隨後在短時間內完成Perfect All-kill，為IU第十六首達成Perfect All-kill的歌曲。 《Give You My Heart》在2020年2月9日至15日的韩国Gaon数字排行榜上排名第71位 ，并在第二周上升至第一位。 

## 曲目
| 曲序 | 曲目                              | 演唱 | 时长 |
| ---- | --------------------------------- | ---- | ---- |
| 1.   | 獻上我的心（마음을 드려요）       | IU   | 4:41 |
| 2.   | 獻上我的心（마음을 드려요 Inst.） |      | 4:41 |

## 發行成績
| 發行成績（2020）       | 最高名次 |
| ---------------------- | -------- |
| 韩国（ Gaon ）         | 1        |
| 韩国（ K-pop热门100 ） | 3        |